# Feromon
Feromoner  (från grekiskans "φερῶ", jag bär, och andra stavelsen i hormon) är ämnen som tillverkas i kroppen och som organismer sprider för att påverka andra individers beteenden. Eftersom feromoner är uppbyggda av kemiska substanser har de också olika egenskaper. Beroende på vad för feromon som sänds ut finns den kvar i luften olika länge och sänder ut olika information. Vid hotfulla situationer sänder vissa organismer, framför allt fiskar och insekter, ut så kallade alarmämnen, vilket är en typ av feromon, som varnar andra individer av samma art för fara.  När en individ sänder ut signaler till en individ av en annan art (en handling som är avsedd för att gynna den individ som sänder ut) kallas det allomon.

## Historia
Forskningen om feromoner kom igång relativt sent. Inte förrän i slutet av 1950-talet lyckades en tysk forskargrupp, ledd av Adolf Butenandt, för första gången kemiskt identifiera ett feromon. Nuförtiden har man en mycket god uppfattning av hur feromoner fungerar och hur de styr vissa djur. Speciellt nattfjärilen och gnagare har använts som försöksdjur i dessa sammanhang. När det gäller människor och generellt människoaporna har man länge trott att dessa arter sällan eller aldrig använder luktsinnet i sociala situationer. Idag vet man att människoapornas luktsinne har betydelse även om delar av lukterna inte uppfattas av den medvetna hjärnan.

## Feromoners effekt bland primater
Intressanta studier visar att kroppslukt eller specifika enskilda ämnen som finns t.ex. på hudens yta kan påverka en mottagare på olika sätt. T.ex. finns det flera studier som antyder att kvinnans menstruationscykel kan påverkas av att hon exponeras för svettämnen. Andra studier visar att heterosexuella kvinnor föredrar doften av män som skiljer sig från dem själva med avseende på ett visst genkomplex, kallat HLA-systemet, som för att undvika inavelsproblematik. 
Generellt förlitar sig däggdjur på feromoner som kommunikationssätt, med människan och andra primater som undantag. Till skillnad från djur med stort utvecklat luktsinne, t.ex. hundar, som näst intill inte påverkas av eventuell blindhet, blir människor och andra primater mycket begränsade om de förlorar sin syn. Hunden har i genomsnitt 200 miljoner receptorer i det olfaktoriska systemet medan människan endast har 6-12 miljoner. Receptorerna fungerar likadant bland alla landlevande ryggradsdjur: De är nervceller klädda med cilier, och de befinner sig i en slemhinna inuti djurets nos. Det är cilierna som först tar emot feromonet, och när informationen har mottagits skickar nervcellerna den vidare till hjärnan, där den bearbetas.

## Evolutionära för- och nackdelar
Fördelen med feromoner är att systemet ger organismen förmåga att känna av andra organismers känslotillstånd - om de är hotfulla, vänliga eller parningsinriktade - på flera kilometers avstånd. Andra hinder som mörker och diverse föremål har ingen påverkan på de kemiska signalerna som kan färdas fritt.   
Att som organism motta feromoner sker oftast utan problem, dock kan det uppstå problem för den organism som sänder ut dem. Det faktum att organismer inte kan rikta sina feromoner till någon specifik individ, utan att signalen kan nå ut även till potentiella fiender, är inte fördelaktigt ur varken en evolutionär eller livssynvinkel. Därför använder de flesta djur sig inte endast av feromoner, utan även fysisk kontakt som ger dem förmågan att känna av varandras tillstånd utan att locka till sig fiender. Dessutom är feromoner långsamt verkande, det tar tid innan mottagarorganismen kan ta del av den avsedda informationen, och som snabb varning är systemet för långsamt för att vara gynnsamt. Dock har evolution hjälpt flera arter att anpassa sig till dessa problem, t.ex. genom att låta individerna producera olika sorters feromoner på flera separerade områden på kroppen, genom körtlar och/eller urin.

Kemiska strukturen för bombykol.

## Feromoners kemi och funktion
Man har lyckats identifiera och namnge flera feromoner, däribland bombykol (E-10-Z-12-hexadekadien-1-ol), ett feromon hos silkesfjärilen som används i samband med parning. Detta var det första feromon man lyckades isolera, vilket skedde 1959. Även feromonet dispalur (2-metyl-7,8-epoxioktadekan), som finns hos lövskogsnunnan används i sexuella sammanband. Det är dock inte bara fjärilar man har undersökt, även hos bin har en mängd olika feromoner identifierats. Ett av de viktigaste utsöndras av drottningen och kallas drottningferomon (alternativt drottningssubstans enligt NE). Det innehåller åtminstone 17 olika kolväten och är mycket viktigt för bisamhället eftersom det bl a gör så att arbetarbina drar upp en ny drottning om den aktuella skulle dö.